# Честь професії
«Честь професії» — український конкурс професійної журналістики. Проводиться з 2010.
Організатор конкурсу Національна асоціація медіа.
Участь у конкурсі можуть брати представники друкованих, інтернет-ЗМІ, радіо та ТБ.
Оголошення найкращих журналістських матеріалів та нагородження авторів відбувається у травні кожного року.

## Номінації
Конкурс проводиться в п'яти номінаціях:
- Найкращий матеріал з громадянською позицією
- Найкраще подання резонансного матеріалу
- Найкращий репортаж
- Найкраще подання складної теми
- «Надія журналістики»

## Рада експертів і журі
Завдання ради експертів  — щорічне обрання членів журі конкурсу. У Раду експертів входять формальні та неформальні лідери медіа-середовища. Журі «Честь Професії» оновлюється щороку. Експертне Журі є найвищим академічним органом Конкурсу і відповідає виключно за визначення списку номінантів і переможців.

## Лауреати
- Докладніше: :Категорія:Лауреати конкурсу «Честь професії»